# Chrom(II)-sulfid
Chrom(II)-sulfid ist eine anorganische chemische Verbindung des Chroms aus der Gruppe der Sulfide.

## Gewinnung und Darstellung
Chrom(II)-sulfid kann durch Reaktion eines stöchiometrischen Gemischs von Chrom und Schwefel bei 1000 °C gewonnen werden.
{\displaystyle \mathrm {Cr+S\longrightarrow CrS} }
Es entsteht auch beim Erhitzen von Chrom(III)-sulfid, wobei zwischenzeitlich auch weitere Phasen wie Cr3S4, Cr5S6 und Cr7S8 entstehen.

## Eigenschaften
Phasenreines Chrom(II)-sulfid ist ein schwarzer Feststoff mit monokliner Kristallstruktur, Raumgruppe C2/c (Raumgruppen-Nr. 15), Gitterparameter a = 3,826 Å, b = 5,913 Å, c = 6,089 Å und β = 101,6°. Bereits bei einem geringen Schwefelüberschuss bildet sich eine Phase mit einer Struktur ähnlich dem Nickelarsenid-Typ, wobei jedoch auch andere Modifikationen vorkommen. Chrom(II)-sulfid ist ein Halbleiter.